# Campeonato Brasileiro Série A 2021
In 2021 werd de 65ste editie van de Campeonato Brasileiro Série A gespeeld, de hoogste voetbalklasse van Brazilië. De competitie werd gespeeld van 29 mei tot 9 december. Atlético Mineiro werd kampioen. 

## Stadions en locaties
| Club                 | Stad              | Stadion                 | Capaciteit |
| -------------------- | ----------------- | ----------------------- | ---------- |
| América Mineiro      | Belo Horizonte    | Independência           | 23.018     |
| Athletico Paranaense | Curitiba          | Arena da Baixada        | 42.370     |
| Atlético Goianiense  | Goiânia           | Estádio Antônio Accioly | 10.501     |
| Atlético Mineiro     | Belo Horizonte    | Mineirão                | 61.846     |
| Bahia                | Salvador          | Arena Fonte Nova        | 50.025     |
| Ceará                | Fortaleza         | Arena Castelão          | 52.552     |
| Chapecoense          | Chapecó           | Arena Condá             | 20.089     |
| Corinthians          | São Paulo         | Neo Química Arena       | 47.605     |
| Cuiabá               | Cuiabá            | Arena Pantanal          | 44.097     |
| Flamengo             | Rio de Janeiro    | Maracanã                | 78.838     |
| Fluminense           | Rio de Janeiro    | Maracanã                | 78.838     |
| Fortaleza            | Fortaleza         | Arena Castelão          | 52.552     |
| Grêmio               | Porto Alegre      | Arena do Grêmio         | 55.662     |
| Internacional        | Porto Alegre      | Beira-Rio               | 50.842     |
| EC Juventude         | Caxias do Sul     | Alfredo Jaconi          | 19.924     |
| Palmeiras            | São Paulo         | Allianz Parque          | 43.173     |
| Red Bull Bragantino  | Bragança Paulista | Estádio Nabi Abi Chedid | 15.010     |
| Santos               | Santos            | Vila Belmiro            | 16.068     |
| São Paulo            | São Paulo         | Morumbi                 | 72.039     |
| Sport do Recife      | Recife            | Ilha do Retiro          | 32.983     |

## Eindstand
| Plaats | Club                 | Wed. | W  | G  | V  | Saldo | Ptn. |
| ------ | -------------------- | ---- | -- | -- | -- | ----- | ---- |
| 1.     | Atlético Mineiro     | 38   | 26 | 6  | 6  | 67:34 | 84   |
| 2.     | Flamengo             | 38   | 21 | 8  | 9  | 69:36 | 71   |
| 3.     | Palmeiras            | 38   | 20 | 6  | 12 | 58:43 | 66   |
| 4.     | Fortaleza            | 38   | 17 | 7  | 14 | 44:45 | 58   |
| 5.     | Corinthians          | 38   | 15 | 12 | 11 | 40:36 | 57   |
| 6.     | Red Bull Bragantino  | 38   | 14 | 14 | 10 | 55:46 | 56   |
| 7.     | Fluminense           | 38   | 15 | 9  | 14 | 38:38 | 54   |
| 8.     | América Mineiro      | 38   | 13 | 14 | 11 | 41:37 | 53   |
| 9.     | Atlético Goianiense  | 38   | 13 | 14 | 11 | 33:36 | 53   |
| 10.    | Santos               | 38   | 12 | 14 | 12 | 35:40 | 50   |
| 11.    | Ceará                | 38   | 11 | 17 | 10 | 39:38 | 50   |
| 12.    | Internacional        | 38   | 12 | 12 | 14 | 44:42 | 48   |
| 13.    | São Paulo            | 38   | 11 | 15 | 12 | 31:39 | 48   |
| 14.    | Athletico Paranaense | 38   | 13 | 8  | 17 | 41:45 | 47   |
| 15.    | Cuiabá               | 38   | 10 | 17 | 11 | 34:37 | 47   |
| 16.    | Juventude            | 38   | 11 | 13 | 14 | 36:44 | 46   |
| 17.    | Grêmio               | 38   | 12 | 7  | 19 | 44:51 | 43   |
| 18.    | Bahia                | 38   | 11 | 10 | 17 | 42:51 | 43   |
| 19.    | Sport                | 38   | 9  | 11 | 18 | 24:37 | 38   |
| 20.    | Chapecoense          | 38   | 1  | 12 | 25 | 27:67 | 15   |

|  | Landskampioen en gekwalificeerd voor groepsfase Copa Libertadores 2022 |
|  | Gekwalificeerd voor groepsfase Copa Libertadores 2022                  |
|  | Gekwalificeerd voor tweede fase Copa Libertadores 2022                 |
|  | Gekwalificeerd voor groepsfase Copa Sudamericana 2022                  |
|  | Degradatie naar Série B                                                |

### Kampioen
| Campeonato Brasileiro Série A 2021   |
| Minas Gerias                         |
| ------------------------------------ |
| ATLÉTICO MINEIRO Kampioen (2° titel) |

## Topschutters
| Speler            | Speler       | Goals | Club                |
| ----------------- | ------------ | ----- | ------------------- |
| Vlag van Brazilië | Hulk         | 19    | Atlético Mineiro    |
| Vlag van Brazilië | Gilberto     | 15    | Bahia               |
| Vlag van Brazilië | Michael      | 14    | Flamengo            |
| Vlag van Brazilië | Ademir       | 13    | América Mineiro     |
| Vlag van Brazilië | Artur        | 12    | Red Bull Bragantino |
| Vlag van Brazilië | Gabriel      | 12    | Flamengo            |
| Vlag van Brazilië | Ytalo        | 12    | Red Bull Bragantino |
| Vlag van Brazilië | Yuri Alberto | 12    | Internacional       |